# یونان شیا
یونان شیا (چینی: 夏幼南، متولد ۱۹۶۵) شیمیدان، دانشمند علم مواد و مهندس زیستی اهل چین است. شیا محقق برجسته نانوپزشکی در دپارتمان مهندسی بیومدیکال والاس اچ کوتر است. او به دلیل تعداد مقالاتی که منتشر کرده‌است، رتبه چهارم در زمینه علم مواد توسط سازمان دیده‌بان علمی توماس رویترز و رتبه پنجم در زمینه شیمی توسط آموزش عالی تایمز را به خود اختصاص داده‌است. شیا در سال 2000 جایزه نوبل شیمی را دریافت کرد. در مؤسسه فناوری جورجیا، شیا چگونگی جمع‌آوری اتم‌ها در خوشه‌های کوچک را مطالعه می‌کند که در نهایت نانوکریستال‌ها را تشکیل می‌دهند. او یادگرفته است که این فرایند را برای ساختن نانوبلورهایی با خواص خاص الکترونیکی، مغناطیسی، کاتالیزوری و نوری دستکاری کند. این نانوبلورها با طراحی مناسب می‌توانند برای تجسم بیماری، ارائه درمان‌های دارویی و التیام بافت‌های آسیب دیده استفاده شوند. همچنین او رئیس خانواده براک و مؤسسه فناوری جورجیا است.
شیا توسط مجله Times Higher Education ( شماره 5 ) از سال  1999 تا 2009 به عنوان یکی از 10 شیمی دان برتر در جهان بر اساس تعداد استنادات در هر مقاله انتخاب شد.  شیا از سال 2000 تا 2010 در بین 100 شیمی دان برتر در جهان و همچنین در بین 100 دانشمند برتر علم مواد جهان قرار دارد.  او در سال 2015 به عنوان یکی از تأثیرگذارترین ذهن های علمی جهان در زمینه های شیمی و علم مواد معرفی شد. همچنین دکتر شیا تعدادی جوایز معتبر دریافت کرده و به طور فعال در مجلات بسیاری همکاری داشته است که فهرست کامل جوایز و کار مجلات در ادامه فهرست شده است.

## سنین جوانی و تحصیل
شیا در سال ۱۹۶۵در ژینگژیانگ چین به دنیا آمد. شیا مدرک کارشناسی خود را در زمینه فیزیک شیمی از دانشگاه علم و فناوری چین در سال ۱۹۸۷ دریافت کرد. پس از دوره کارشناسی او به مؤسسه تحقیقاتی فوجیان رفت و آنجا در زمینه ساختار مواد فعالیت کرد و تحصیلات تکمیلی خود را در سال ۱۹۹۰ از این مؤسسه گرفت.
شیا در سال ۱۹۹۱ به ایالات متحده مهاجرت کرد و کارشناسی ارشد خود را در زمینه شیمی معدنی از دانشگاه پنسیلوانیا گرفت. او در دوره کارشناسی ارشد با آلن مک دایارمید هم کلاسی بود و مدرک کارشناسی ارشد را به همراه آلن در سال ۱۹۹۳ گرفت. پس از گرفتن مدرک کارشناسی ارشد او در زمینه شیمی فیزیک ادامه تحصیل داد و همراه با با جورج ام. وایتسایدز مدرک دکتری خود را در سال ۱۹۹۶ در زمینه شیمی فیزیک از دانشگاه هاروارد دریافت کرد

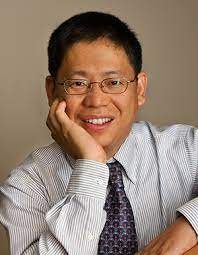
Younan Xia

## پژوهش
تحقیقات کنونی شیا و گروهش بر توسعه کاربردهای جدید شیمی، فیزیک و فناوری مواد نانوساختار متمرکز است. نانوساختارها موادی هستند که اندازه آنها کمتر از ۱۰۰ نانومتر است. تحقیقات او شامل شیمی و فیزیک سنتز نانومواد، کاربرد نانومواد در تحقیقات زیست پزشکی، و توسعه نانومواد برای کاربردهای مرتبط با انرژی و محیط زیست است. تحقیقات محیطی شیا مواد جدیدی تولید می‌کند که می‌تواند عملکرد سلول‌های خورشیدی، سلول‌های سوختی، مبدل‌های کاتالیزوری و دستگاه‌های تقسیم آب را بهبود بخشد.
شیا در زمانی که دانشجوی دکترا با جورج ام وایتسایدز در دانشگاه هاروارد بود، لیتوگرافی نرم را اختراع کرد. به عنوان یک محقق مستقل، او و گروهش کمک‌های اصلی و مهمی در زمینه‌های زیر داشته‌اند:
کریستال‌های کلوئیدی و کاربردهای فوتونیکی آن‌ها (کریستال های کلوئیدی یک آرایه بسیار منظم از ذرات است که می‌تواند به صورت یک رشته طولانی (به‌طور معمول در حدود چند میلی‌متر تا یک سانتی‌متر) تشکیل شود.)
مجموعه کلوئیدی (ذرات کلوئیدی جدید با ویژگی‌های سوپرپارامغناطیس برای جداسازی، تشخیص، دستکاری و ردیابی گونه‌های بیولوژیکی و رویدادهای سلولی طراحی می‌شوند)
نانوساختارهای یک‌بعدی (نانوساختارهای یک بعدی آن‌هایی هستند که در دو بعد حتماً در محدوده نانومتری و بعد دیگر حداقل چندین مرتبه بزرگ‌تر و یا خارج از محدوده نانومتری قرار دارد. نانوساختارهای یک بعدی، بنا به پارامترهایی مثل شکل سطح مقطع و نسبت ابعادی (نسبت بعد بزرگ به بعد کوچک) به انواع گوناگونی تقسیم می‌شوند.) 
الکتروریسی و هم‌ترازی نانوالیاف(الکترولیسی یا برق‌ریسی فرایندی جهت تولید انواع نانوالیاف و میکروالیاف از محلول‌های مواد پلیمری، سرامیکی یا محلول‌های کامپوزیتی متشکل از پلیمر- نانوذرات و همچنین مذاب‌های مواد مذکور می⁭ باشد. در روش الکتروریسی از یک منبع تغذیه ولتاژ بالا جهت تولید بار الکتریکی در جریان محلول یا مذاب پلیمری استفاده می⁭ شود.)
نانوالیاف الکتروریسی شده به عنوان داربست برای مهندسی بافت (این نانو الیاف تاندون را دوباره به استخوان می‌پیوندد. ژیا برای این کار از نانو الیاف الکتروریسی استفاده می‌کند)
و سنتز کنترل شده با شکل نانوبلورهای کلوئیدی و کاربردهای آنها در پلاسمونیک، طیف‌سنجی، کاتالیز ناهمگن، و الکتروکاتالیز است. (هدف سنتز کنترل شده ایجاد یک پایگاه علمی برای تولید نانومواد در مقیاس بزرگ با ویژگی‌های خاص مورد نیاز برای استفاده در الکترونیک، فوتونیک، کاتالیز، ذخیره‌سازی اطلاعات، سنجش نوری و تحقیقات زیست‌پزشکی است)
اختراع نانوساختارهای نقره با بسیاری از نانوساختارها و نانو مکعب‌ها ( نانو ذرات نقره نانوذراتی با اندازهٔ ۱ الی ۱۰۰ نانومتر و از جنس نقره هستند. در حالی که اغلب با عنوان نقره شناخته می‌شوند، اما برخی از آن‌ها از درصد زیادی اکسید نقره تشکیل یافته دارند و این به دلیل نسبت سطح بزرگ نانو ذره به میزان اتم‌های نقره می‌باشد.) 
اختراع نانوقفس‌های طلا (نانو قفس‌های طلا ذرات ریز و توخالی که می‌توانند محموله را نیز حمل کنند. شیا در دانشگاه واشینگتن در سنت لوئیس این قفسه‌های را اختراع کرد. او اکنون در حال آزمایش این است که چگونه می‌توان از آنها برای یافتن سرطان در مراحل اولیه، اتصال به سلول‌های سرطانی و رساندن داروها به محل عفونت استفاده کرد)
کاوش در کاربردهای زیست پزشکی (هدف آنها استفاده از نانو مواد در زمینه زیست پزشکی است)

## مشارکت با مجلات دانشگاهی
شیا به مدت ۱۷ سال از سال ۲۰۰۲ تا 2019 به عنوان دستیار ویرایشگر در Nano Letters خدمت کرد و در حال حاضر در هیئت مشاوران آن خدمت می‌کند. همچنین او از سال ۲۰۱۱ در هیئت مشاوره مواد پیشرفته مراقبت‌های بهداشتی حضور دارد.
مواردی که در ادامه ذکر می‌شوند فعالیت‌های شیا در رابطه با مجلات دانشگاهی هستند و موضاعات چاپ شده از او در مجالات است:
همکاری با Nano Letters در زمینه بررسی‌های شیمیایی در سال‌های ۲۰۱۹ و 2020همکاری با مؤسسه BME در رابطه باSmall Method در سال 2019همکاری با مؤسسه ACS در زمینه Nano Material در سال 2015همکاری با Chem Nano Mat در سال 2017همکاری با Chemical Physics Letters در سال 2014همکاری با مجله شیمی چینی و مجله شیمی اروپایی و نانوتکنولوژی سرطان در سال 2014 تحقیق در زمینه مشخصه سازی ذرات و سیستم‌های ذرات(2013) تحقیق در زمینه انگوانته کمی در سال 2011 همکاری با ژرنال آسیا از سال 2010 تحقیقات در زمینه نانو و نانو امروز در سال 2006 همکاری با مؤسسه لانگمویر از سال ۲۰۰۵ تا سال 2015 همکاری با مجله بین‌المللی نانو تکنولوژی از سال 2003 تحقیق در زمینه مواد کاربردی پیشرفته در سال 2001 همکاری با مجله علوم جهانی در سال 2009 تحقیق دربارهٔ مواد کاربردی پیشرفته همکاری با مجله بولتن

## جوایز
شیا جوایز معتبری را دریافت کرده‌است، از جمله جایزه محققان با استناد در شیمی و علم مواد از مؤسسه Clarivate Analytics در سال‌های ۲۰۱۹ و ۲۰۲۰، جایزه تحقیقات پایدار از مؤسسه Sigma Xi در سال ۲۰۱۹، جایزه محققان با استناد بالا در شیمی، فیزیک و علم مواد در سال ۲۰۱۸، جایزه خلاقیت ویژه مؤسسه NSF در سال ۲۰۱۸، مدال MRS در سال ۲۰۱۷، جایزه ویژه افتتاحیه کلاس تالار مشاهیر 2017 جایزه محققان با استناد بالا در شیمی، فیزیک و علم مواد در سال ۲۰۱۷، جایزه نویسنده پژوهشی برجسته دانشکده در سال 2017، جایزه محققان با استناد بالا در شیمی و علم مواد در سال ۲۰۱۶، جایزه بهترین مقاله علمی سیگما در سال 2016، جایزه پژوهشگران با استناد در شیمی، فیزیک و علم مواد در سال ۲۰۱۵،جایزه همکار ویژه از مؤسسه ACS در سال ۲۰۱۴،جایزه محقق پراستناد در شیمی و علم مواد در سال ۲۰۱۴، جایزه نانو امروز در سال ۲۰۱۳، جایزه سخنرانی برجسته در علم نانو در سال (۲۰۱۳)، نفر دوم در شیمی مواد
در سال (۲۰۱۳)، محقق معلم کامیل دریفوس (۲۰۰۲)، کمک هزینه تحصیلی دیوید و لوسیل پاکارد در علوم و مهندسی (۲۰۰۰)، محقق آلفرد پی اسلون (۲۰۰۰)، جایزه توسعه شغلی اولیه NSF (1999)، جایزه ACS Victor K. LaMer در سال (۱۹۹۹)، جایزه توسعه شغلی اولیه دانشکده NSF (1999)، جایزه پژوهشگر جوان خارجی NSF چین (۱۹۹۹)، جایزه هیئت علمی جدید کامیل و هنری دریفوس (۱۹۹۷)، و فینالیست جایزه دانشجویی (1997)
شیا توسط مجله Times Higher Education (شماره ۵) به عنوان یکی از ۱۰ شیمی‌دان برتر در جهان در سال‌ها ۱۹۹۹ تا ۲۰۰۹ بر اساس تعداد استنادات در هر مقاله انتخاب شد. شیا در بین ۱۰۰ شیمی‌دان برتر در جهان از سال ۲۰۰۰ تا ۲۰۱۰ و همچنین در بین ۱۰۰ دانشمند برتر علم مواد جهان قرار دارد. او در سال ۲۰۱۵ به عنوان یکی از تأثیرگذارترین ذهن‌های علمی جهان در زمینه‌های شیمی و علم مواد معرفی شد.